# Парламентские выборы в Нидерландах (2006)
Внеочередные парламентские выборы состоялись в среду, 22 ноября 2006 и принесли победу правящей партии Христианско-демократический призыв.
Выборы проводились вследствие парламентского кризиса, возникшего в ноябре 2006 года. Правоцентристская Народная партия, которую возглавляла Рита Фердонк, и которая входила в правительственную коалицию, инициировала скандал с депутатом парламента Айаан Хирси Али, писательницей-феминисткой сомалийского происхождения. Фердонк, возглавлявшая министерство по иммиграции и интеграции, обвинила Айаан Хирси Али в том, что она в 1992 году неверно указала свои данные при получении статуса политического беженца и не имела права на получение гражданства Нидерландов. Партия Демократы 66, также входившая в правительственную коалицию, потребовала отставки Фердонк или досрочных парламентских выборов.
Основная борьба за места в парламенте развернулась между представителями правящей партии Христианско-демократический призыв и оппозиционной Партией труда.
Значительного успеха на выборах добилась Социалистическая партия, которая увеличила количество мест с 9 до 25. Впервые, получив 2 места, в парламент европейской страны попала партия, главной целью которой является борьба за права животных.
Во время выборов около 21 000 человек воспользовались машинами для электронного голосования.

## Результаты голосования

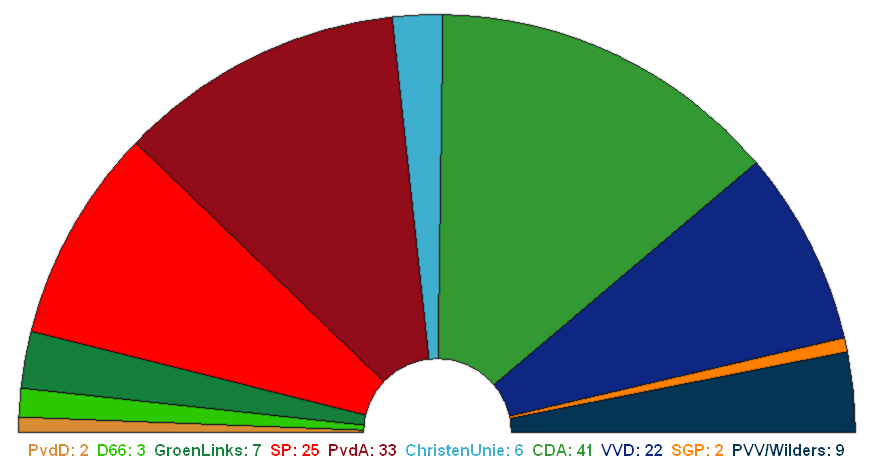
Распределение мест во второй палате парламента Нидерландов

По результатам длительных межпартийных переговоров 22 февраля 2007 года была создана коалиция в составе партии Христианско-демократический призыв, Партии труда и Христианского союза. Было сформировано четвёртое правительство Яна Петера Балкененде.
Представители партии Христианско-демократический призыв получили должность премьер-министра Балкененде) и министров социальных дел, иностранных дел, здравоохранения, юстиции, транспорта, общественных работ и водного хозяйства, сельского хозяйства и экономических вопросов, государственных секретарей внутренних дел, культуры, финансов и обороны.
Представители Партии труда получили должности министров финансов (В. Босс), образования, окружающей среды, внутренних дел, жилищного строительства и интеграции (министр без портфеля) и из международного развития (министр без портфеля), государственных секретарей европейских дел, социальных дел, юстиции, здравоохранения, образования и экономических вопросов.
Представители партии Христианский союз получили должности министров молодежи и семьи (Андре Рувет, министр без портфеля), обороны и государственного секретаря транспорта.